# Programa Chinês de Exploração Lunar

Insígnia do programa

Programa Chinês de Exploração Lunar, também conhecido como Programa Chang'e, é um programa espacial de missões robóticas e humanas à Lua realizado pela Administração Espacial Nacional da China (AENC), a agência espacial chinesa. O programa se utiliza de sondas orbitais Chang'e, módulos de alunissagem, rovers e espaçonaves de retorno de amostras, lançados de foguetes Longa Mancha, do Centro Espacial de Xichang.
Os lançamentos e os voos são monitorados constantemente por um sistema de telemetria, rastreamento e controle composto de antenas de rádio de 50 m de comprimento baseadas em Pequim e de 40 m baseadas em Xangai, Kunming e Ürümqi, formando um cinturão de antenas de 3000 km. Um programa de aplicação terrestre é responsável pela recepção de dados.
Ouyang Ziyuan, um proeminente cosmoquímico e geólogo chinês, foi um dos primeiros participantes da comunidade científica espacial chinesa a advogar não apenas a exploração das conhecidas reservas de metais da Lua como o ferro, mas também o gás Helium-3, muito raro na Terra e que se acredita abundante na Lua, ideal para utilização em fusão nuclear em futuras fábricas de energia. Ziyuan, um dos maiores apoiadores do programa de exploração lunar humana chinês, é atualmente o cientista-chefe do programa. O diretor-geral é o cientista Luan Enjie.
A primeira espaçonave do programa lunar foi a sonda não-tripulada Chang'e 1, lançada em 24 de outubro de 2007 e que completou sua missão com sucesso. A segunda,  Chang'e 2, lançada em 1 de outubro de 2010, também obteve sucesso em sua missão. A terceira, Chang'e 3, e primeira da segunda fase, foi uma sonda para alunissagem, que transportou o primeiro rover lunar chinês, o "Coelho de Jade" (Yutu), lançada em 1 de dezembro de 2013 e que se encontra a caminho do satélite. Uma expedição humana está prevista para ocorrer entre 2025 e 2030.

## Etapas
De acordo com a AENC, o programa é dividido em quatro fases:

### Fase 1: missão orbital (Chang'e 1 & 2)
Esta primeira fase compreende o lançamento de dois orbitadores lunares, já completada com sucesso. A Chang'e 1 foi lançada em 24 de outubro de 2007 e completou sua missão em 1 de março de 2009, sendo intencionalmente deorbitada e lançada contra a superfície do satélite. A Chang'e 2, lançada em 1 de outubro de 2010, após cumprir sua missão em órbita lunar e posteriormente fazer um sobrevoo em torno do asteroide 4179 Toutatis, hoje encontra-se no espaço profundo testando o envio de sinais à Terra.

### Fase 2: alunissagem (Chang'e 3 & 4)
Nesta fase de operações, duas sondas equipadas com módulos de alunissagem pousam na superfície lunar e desembarcam no satélite um rover de exploração do terreno. A primeira delas, Chang'e 3, foi lançada do Centro Espacial de Xichang em 1 de dezembro de 2013 e leva consigo o rover "Coelho de Jade" para uma missão de exploração de três meses. A Chang'e 4, foi Lançada Em 2018 Para Explorar o Lado oculto Da Lua e Teve Seu Pouso No Início de 2019.

### Fase 3: alunissagem e retorno de amostras (Chang'e 5)
Planejada para 2019, esta fase terá o lançamento e alunissagem da sonda Chang'e 5, que fará automaticamente a coleta de material do solo lunar e retornará à Terra com as amostras. A nave será lançada por um tipo mais potente de foguete, o Longa Marcha 5 ou CZ-5, ainda em final de desenvolvimento e testes. A Missão de retorno de amostra deverá trazer da Lua dois quilos de material para análise da comunidade científica em Terra.

### Fase 4: pouso lunar tripulado
Após as experiências com sondas não-tripuladas, se bem-sucedidas, o programa prevê o primeiro pouso de uma nave tripulada por chineses na superfície lunar entre 2025 e 2030.